# Kasus
Kasus är en grammatisk kategori för nomen (eller nominalfraser), som markerar dessas funktion i satsen. I första hand gäller det pronomen och substantiv – samt substantiverade former av övriga nomen. I många språk som använder kasus kongruensböjs dock andra nomen, som räkneord och adjektiv (samt adjektiviskt använda particip), med huvudordet. Allra vanligast är denna kasuskongruens hos språk där adjektivattribut i allmänhet placeras efter huvudordet. 
Kasus ses traditionellt som en böjningskategori, men kan i en del fall betraktas som avledning – eftersom flera kasus får substantiv att fungera som adverbial.
Det råder delade meningar (bland språkbeskrivarna) om statusen för olika kasus i olika språk. Detta beror ofta på förändringar i språket under tid och problem med gränsdragning för när ett visst fenomen har spelat ut sin roll i språket. Det här har bland annat lett till stor oenighet om hur många kasus vissa språk har; till exempel har svenskan allt från inga till tre kasus beroende på vem man frågar.

## Historia
Ordet kasus kommer av latinets cāsus (’fall’), en substantivering av verbet cadere (’att falla’). Det latinska ordet är i sin tur en översättning av grekiskans πτῶσις (ptôsis, ’fall’), av verbet πῑ́πτειν (píptein, ’att falla’). Den grammatiska användningen av ordet ptôsis används först av Aristoteles i en mycket vidare bemärkelse än i dag och kunde betyda i princip alla böjningar eller avledningar av verb och substantiv. Senare kom stoikerna att begränsa betydelsen av ptôsis till att enbart innefatta deklinationer av nominala ordklasser. Stoikerna skilde också mellan ptôsis orthḗ (casus rectus, ’upprätt kasus’) och ptṓseis plágiai (casus obliqui, ’sneda kasus’). Ptôsis orthḗ syftade på nominativen och ptṓseis plágiai på övriga kasus, såsom genitiv, dativ och ackusativ. I den klassiska grammatiken såg man alltså på kasus som att orden genomgår ett ”fall” när de böjs från nominativ (”upprätt kasus”) till de övriga oblika (d.v.s. ”sneda”) kasusen.

## Indelning
Kasus delas ofta in i följande grupper (av vissa lingvister – medan andra gör andra indelningar):
- Lokalkasus – som beskriver placering (och rörelse).
  - Abessiv
  - Ablativ
  - Adessiv
  - Allativ
  - Delativ
  - Elativ
  - Illativ
  - Lativ
  - Lokativ
  - Sublativ
  - Superlativ
- Morfosyntaktiska kasus[förklaring behövs] – som beskriver syntaktisk form.[förtydliga]
  - Absolutiv
  - Ackusativ
  - Ergativ
  - Ergativ–genitiv
  - Instruktiv
  - Instrumentalis
  - Intransitiv
  - Nominativ
  - Oblik
  - Pegativ
- Relationella kasus – som beskriver relation.
  - Ablativ
  - Aversiv
  - Benefaktiv
  - Dativ
  - Distributiv
  - Distributiv–temporalis
  - Genitiv
  - Kausativ
  - Kausativ–final
  - Komitativ
  - Ornativ
  - Possessiv
  - Privativ
  - Semblativ
  - Sociativ
- Semantiska kasus – som beskriver betydelse.
  - Partitiv
  - Prepositionalkasus
  - Vokativ
- Statiska kasus – som beskriver tillstånd.
  - Abessiv
  - Adverbialis
  - Ekvativ
  - Essiv
  - Essiv–formalis
  - Essiv–modalis
  - Exessiv
  - Formalis
  - Identiskt
  - Komparativ
  - Orientativ
  - Revertiv
  - Translativ
- Temporalkasus – som beskriver tid.
  - Essiv
  - Temporalis

## Kasus status i moderna språk
När språkbeskrivarna är oense om ett kasus status i ett språk kan det bero på åtminstone två faktorer:
- Ett visst kasus är begränsat till ett fåtal ord och är inte längre produktivt, det vill säga kan inte markeras på nya ord, varvid de kvarvarande ordformerna kan betraktas som egna ord – vanligen adverb. I svenskan är ingen oense om att dativformer som lagom och stundom har blivit rena adverb.
- Affixet för ett kasus har blivit vad som snarast är att betrakta som en klitisk partikel, det vill säga något som är en blandning mellan ett affix och ett fritt morfem. Tecken på det kan vara att en ändelse hamnar på ett annat ord än huvudordet i nominalfrasen (och endast där). Till exempel gör det faktum att svenska språkbrukare idag mestadels skulle använda formuleringen "Kungen av Thailands häst" snarare än "Kungens av Thailand häst" att genitiv ifrågasätts som kasus i svenskan på grund av detta. I mariska fästs modalisändelsen idag oftast på ord som redan är markerade för ett annat kasus – nämligen illativ, vilket gör att många[vem?] anser att modalis inte är ett kasus i språket. Andra[vem?] ser kombinationen illativsuffix+modalissuffix som ett morfem, varvid modalis av dem kan anses vara mariskt kasus.[fackspråk]

## Kasus i olika språk

### Svenska
Den traditionellt vanligaste ståndpunkten bland svenska lingvister är att svenskan har två kasus[källa behövs] – utifrån att substantivens s-former är genitiv och deras s-lösa former nominativ eller "grundform". Enligt andra synsätt har svenskan inga eller upp till tre kasus, beroende på hur och vad man räknar som kasus.
För "tre kasus" tittar man förutom på substantiven också på personliga pronomen – som har särskilda objektsformer. De personliga pronomen har då, precis som substantiven, nominativ (i subjektsformerna "jag", "du" och "han"/"hon"/"den"/"det" samt pluralisformerna "vi", "ni" och "de") och genitivform i de possessiva pronomina ("min", "din", "hans"/"hennes"/"dess", etc.), men slutligen räknar man även objektsformerna ("mig", "dig" etc) som "objektskasus" och får ett tredje kasus utöver de två man redan hade från substantiven. Ståndpunkten för "två kasus" bygger på att de personliga pronomina inte bör räknas eftersom de är så få.
För "ett kasus" räknar man substantivens s-former som genitiv, men anser inte att de s-lösa formerna kan räknas som nominativ utan ser dem som kasuslösa. Andra som säger att svenskan har "ett kasus" anser att s-formernas s inte är en kasusändelse utan en "påhängd" klitisk partikel och att den form som finns (med eller utan s) är ett kasus – det enda.
Att svenskan inte har några kasus alls bygger på att om s-formerna inte är genitiv, är det heller inte längre meningsfullt att kalla den ensamma formen som blir kvar för kasus. Svenska Akademiens grammatik (1999) uppger dock att genitiv är ett kasus i svenskan.
I fornsvenskan fanns dessutom kasusen ackusativ och dativ, men från nysvenskan på 1500-talet används dessa endast för personliga pronomen, som rester i skrift och i vissa dialekter. Fortfarande idag finns det spår kvar av äldre kasus i vissa fasta fraser, där vissa prepositioner styrt kasus. Till exempel styrde till genitiv och i dativ, vilket lever kvar i uttrycken "till skogs" respektive "i sinom tid".

### Indoeuropeiska språk
Det ursprungliga indoeuropeiska språket anses ha haft åtta kasus: nominativ, ackusativ, dativ, genitiv, lokativ, ablativ, instrumentalis samt vokativ. Många av kasusändelserna anses ha uppkommit genom att pronomen eller postpositioner från äldre språkformer "vuxit fast" vid sina huvudord.

### Finsk-ugriska språk
Av urindoeuropeiskans kasus lokativ och ablativ ser man tydligt att kasus kan uttrycka funktioner som exempelvis svenskan uttrycker med hjälp av prepositioner. Detta är ännu tydligare hos de riktigt kasusrika språken, bland annat många i den finsk-ugriska familjen, där exempelvis ungerskan har 18 kasus och finskan 15. Att antalet kasus inte kan bestämmas exakt kan verka märkligt men förekomsten av vissa kasus är omdebatterad. Till exempel sammanfaller ackusativen med genitiv och nominativ till formen och dess status ifrågasätts ofta; komitativ och instruktiv är ovanliga i faktiskt bruk; prolativ räknas ibland som kasus trots att den bara tillämpas för vissa substantiv; exessiv förekommer endast i några få dialektala uttryck men skulle komplettera essiv och translativ på ett systematiskt sätt och har därför ibland inkluderats.

#### Några exempel på finska
- Nominativ: talo = ”hus”
- Partitiv: taloa = ”en del av huset”
- Genitiv: talon = ”husets”
- Essiv: talona = ”som hus”
- Translativ: taloksi = ”bli hus”
- Inessiv: talossa = ”i huset”
- Elativ: talosta = ”ut ur huset”
- Illativ: taloon = ”in i huset”
- Adessiv: talolla = ”på huset”
- Ablativ: talolta = ”från huset”
- Allativ: talolle = ”till huset”
- Abessiv: talotta = ”utan hus” (också med preposition ilman och partitiv: ilman taloa = ”utan hus”)
- Komitativ: taloineen = ”med sina hus” (också med genitiv, possessivsuffix (n(sa)) och postposition kanssa: talonsa kanssa = ”med sitt hus”)
- Instruktiv: taloin = ”med hjälp av sina hus” (att göra något med hjälp av något, exempelvis käsin = ”för hand”)

Finskans kasusböjning är tydlig till exempel redan i namnet på den största dagstidningen Helsingin Sanomat, "Helsingfors nyheter" där Helsingin är genitiv av Helsinki och på vägskyltar där till exempel skylten Virolahden  k:k, leder till orten Virolahti, där -lahden är genitiv av efterledet -lahti.